# الحبيلية (ردفان)

تعديل مصدري - تعديل

الحبيلية هي إحدى قرى عزلة الحبيلين بمديرية ردفان التابعة لمحافظة لحج، بلغ تعداد سكانها 46 نسمة حسب تعداد اليمن لعام 2004.